# Moog Prodigy
Pour les articles homonymes, voir Prodigy.
Le Prodigy est un synthétiseur analogique monophonique produit par le constructeur américain Moog de 1979 à 1984.
11 000 exemplaires des deux versions de cet instrument ont été vendus à travers le monde, ce qui fait de lui l'un des plus vendus de la marque, après le Minimoog.
Le nom de ce synthétiseur a contribué à inspirer celui du groupe The Prodigy, dont le meneur Liam Howlett était un utilisateur.